# لين بيل
لين بيل (بالإنجليزية: Lyn Bell) (24 يناير 1947 – ) هي سبّاحة، من أستراليا، مثّلت بلادها في الألعاب الأولمبية الصيفية 1968، والألعاب الأولمبية الصيفية 1964.

## وصلات خارجية
- لين بيل على موقع الاتحاد الدولي للسباحة (الإنجليزية)
- لين بيل على موقع SwimRankings.net (الإنجليزية)
- لين بيل على موقع اللجنة الأولمبية الدولية (الإنجليزية)
- لين بيل على موقع أوليمبيديا (الإنجليزية)
- لين بيل على موقع اللجنة الأولمبية الأسترالية (الإنجليزية)
- لين بيل على موقع اتحاد ألعاب الكومنولث (مؤرشف) (الإنجليزية)